# 김제선
김제선(金濟善, 1963년 11월 18일~)은 대한민국의 정치인이다. 제22대 대전광역시 중구청장(2024. 4.~)이다. 2024년 상반기 재보궐 선거에서 당선되었다.

## 학력
- 대전자양국민학교 졸업
- 충남중학교 졸업
- 보문고등학교 졸업
- 충남대학교 행정학과 중퇴
- 한국방송통신대학교 행정학 학사
- 목원대학교 대학원 공공정책학 석사

## 경력
- 대전참여자치연대 사무처장
- 대전참여자치연대 정책위원장
- 대전참여자치연대 집행위원장
- 지방분권국민운동 공동집행위원장
- (사)풀뿌리사람들 상임이사
- 대전광역시 사회적자본지원센터 센터장
- (재)충남연구원 이사
- 재단법인 희망제작소 소장
- 한국혁신가네트워크 공동대표
- 경기도 평생교육진흥원 원장
- 세종특별자치시교육감 비서실장
- 2024년 4월 11일~: 제22대 대전광역시 중구청장(민선 8기, 더불어민주당, 초선)

## 역대 선거 결과
| 실시년도 | 선거        | 대수 | 직책   | 선거구    | 정당         | 득표수   | 득표율          | 순위 | 당락 | 비고           |
| -------- | ----------- | ---- | ------ | --------- | ------------ | -------- | --------------- | ---- | ---- | -------------- |
| 2024년   | 4·10 재보선 | 22대 | 구청장 | 대전 중구 | 더불어민주당 | 62,726표 | \| \| 49.99% \| | 1위  |      | 초선, 민선 8기 |
|          | 49.99%      |      |        |           |              |          |                 |      |      |                |